# Provinciale weg 456
De provinciale weg 456 (N456) is een provinciale weg in Zuid-Holland. De weg vormt een verbinding tussen de N453 ten zuidwesten van Waddinxveen en de N457 ten noorden van Moordrecht. De weg eindigt ter hoogte van aansluiting Moordrecht van de A20 op de N457.
De weg is uitgevoerd als tweestrooks-gebiedsontsluitingsweg met een maximumsnelheid van 80 km/h. In de gemeenten Waddinxveen en Zuidplas draagt de weg de straatnaam Bredeweg, vervolgens heet de weg in de gemeente Zuidplas Middelweg. 
In 2009 is de weg onderhouden, waarbij onder andere een nieuwe asfaltlaag is aangebracht. Verder zijn enkele verkeersonveilige situaties veiliger gemaakt.

## Aansluiting op de A20
Toen de N456 nog een zuidelijker gelegen aansluiting op de A20 had, gevolgd door een spoorwegovergang, ontstonden er regelmatig files op de afrit richting Gouda vanwege gesloten spoorbomen. Het verkeer op de A20 ondervond hier dan ook hinder van. De aansluiting is in noordelijke richting verplaatst met aansluitend een viaduct over de spoorlijn Utrecht - Rotterdam. Er is een nieuwe verbinding aangelegd tussen de A20 en de N456. De werkzaamheden zijn begin 2012 gestart en in 2014 afgerond. De officiële oplevering was begin 2016. Sinds 23 december 2016 eindigt de N456 ter hoogte van de aansluiting Moordrecht op de Moordrechtboog (N457), een verbinding tussen de A20 en de A12.